# Sœurs de la sainte union des Sacrés Cœurs
Les sœurs de la sainte union des Sacrés Cœurs (en latin : Congregatio sorores sanctae unionis) sont une congrégation religieuse féminine enseignante de droit pontifical.

## Histoire
La congrégation est fondée en 1828 à Douai par l'abbé Jean-Baptiste Debrabant pour l'enseignement de la jeunesse. Le titre de la congrégation est le souhait du fondateur que les sœurs soient unies entre elles. En 1833, les sœurs sont appelées en Belgique pour fonder une école pour les enfants pauvres près de Tournai.
En 1842, Pierre Giraud approuve les constitutions qui sont surtout basées sur la règle de l'Ordre de la Visitation. La spiritualité de la congrégation étant celle de l'école française de spiritualité orienté vers le mystère de l'Incarnation avec une dévotion spéciale aux Cœurs de Jésus et de Marie. 
Grâce aux bénédictins anglais de Douai, les sœurs ouvrent en 1859 des maisons en Grande-Bretagne et en Irlande en 1863. L'institut reçoit le décret de louange le 30 mai 1853 et l'approbation finale du Saint-Siège le 18 décembre 1877, ses constitutions sont définitivement approuvées le 17 juin 1898.

## Fusion
Deux congrégations fusionnent avec elles:
- 1950 : Dames de Flines[5].
- date indéterminée : Sœurs de saint Joseph de Nazareth de Valenciennes.

## Activités et diffusion
Les sœurs se consacrent à l'enseignement. 
La maison généralice est à Rome.
En 2017, la congrégation comptait 331 sœurs dans 58 maisons.